# باشگاه ورزشی المحافظه
باشگاه ورزشی المحافظه (عربی: نادي المحافظة الرياضي) یک باشگاه فوتبال سوری مستقر در دمشق است.
این تیم در حال حاضر در لیگ برتر فوتبال سوریه بازی می‌کند.

## ورزشگاه
در حال حاضر این تیم در ورزشگاه المحافظة با ظرفیت ۱۰۰۰ صندلی مسابقه می‌دهد.

## حضور در لیگ
- لیگ برتر فوتبال سوریه: ۲۰۱۲–
- لیگ دسته یک سوریه: ?–۲۰۱۲